# Alois Lexa von Aehrenthal
Alois Lexa von Aehrenthal (Freiherr, ab 1909 Graf, * 27. September 1854 in Groß Skal, Bezirk Semil, Leitmeritzer Kreis, Königreich Böhmen; † 17. Februar 1912 in Wien) war österreichisch-ungarischer Politiker und 1906 bis 1912 k. u. k. Außenminister. Er trieb in der Bosnischen Krise die Annexion Bosnien-Herzegowinas voran, wobei er sich auf ein Geheimabkommen mit dem russischen Außenminister Alexander Petrowitsch Iswolski stützte. Die Annexion zerstörte die Bereitschaft Russlands und Österreichs zur Zusammenarbeit auf dem Balkan und fachte den Chauvinismus von Teilen der russischen Bevölkerung an, die sich in einer ihnen lebenswichtig erscheinenden Frage gedemütigt fühlten.

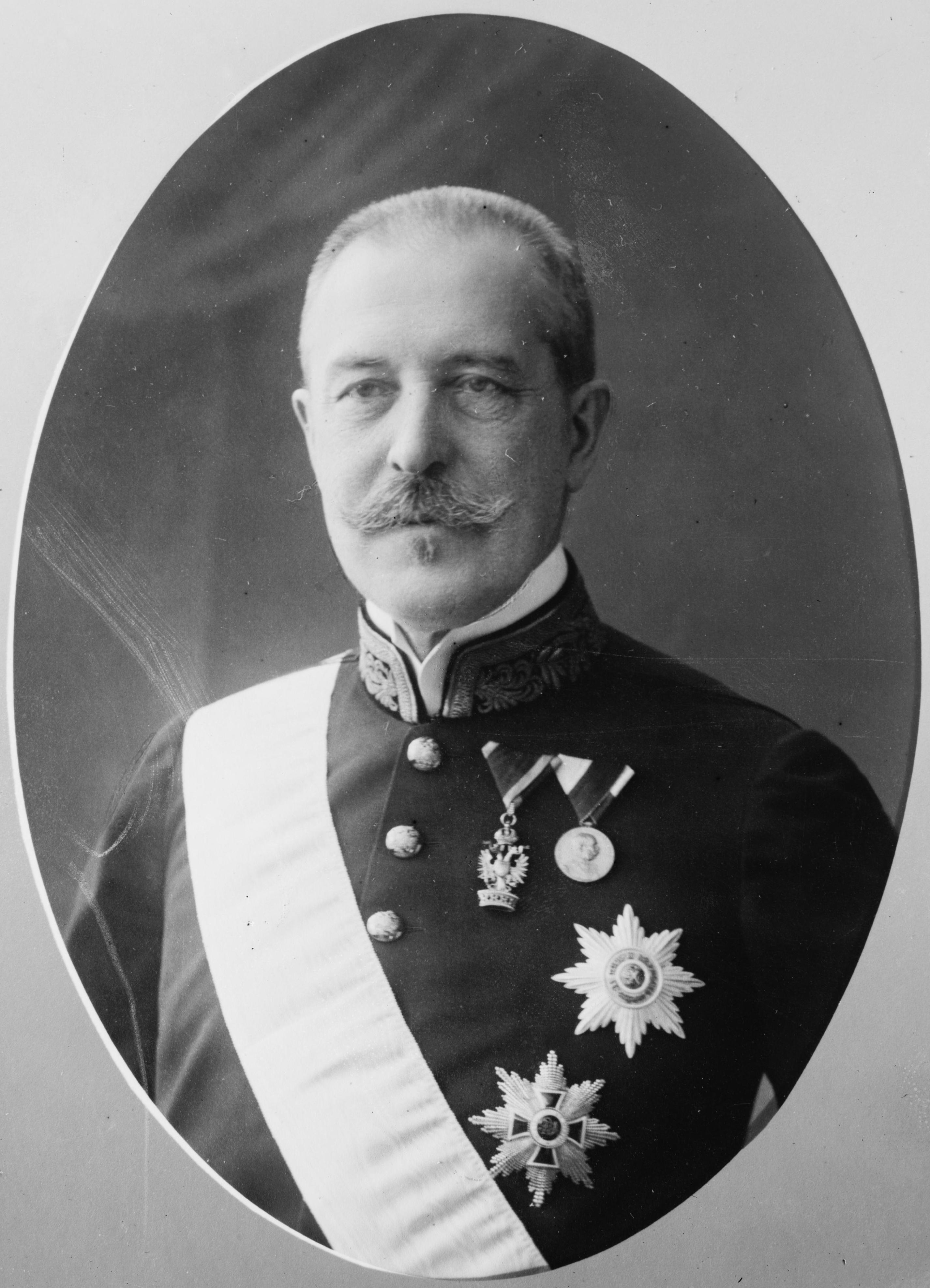
Alois Lexa von Aehrenthal (1910)

## Leben

### Herkunft und Familie

Aehrenthal in Beamtenuniform (1907)

Seine Familie hieß ursprünglich „Lexa“ und stammte aus Prag. Der Prager Bürger und Besitzer von in der Landtafel eingetragenen Gütern Johann Anton Lexa, Inhaber einer Versicherungsgesellschaft, wurde am 9. Juni 1790 in den österreichischen Adelsstand mit dem Prädikat „von Aehrenthal“ und 1792 in den Reichs- und bayerischen Ritterstand erhoben.
Alois Lexa von Aehrenthals Vater Johann Friedrich Freiherr Lexa von Aehrenthal (1817–1898), dessen Großgrundbesitz u. a. in Doksany und Groß Skal 5500 Hektar umfasste, war langjähriger Sprecher des böhmischen Feudaladels. Seine Mutter, eine Gräfin Maria Felicitas von Thun-Hohenstein (1830–1911) war Angehörige einer Familie des österreichisch-böhmischen Hochadels. Er heiratete 1902 Gräfin Pauline Széchenyi (1871–1945) aus einer ungarischen Familie des Hochadels. Sein Bruder Felix Freiherr Lexa von Aehrenthal (1853–1918) war Vizepräsident des Landeskulturrats für Böhmen sowie Landtags- und Reichsratsabgeordneter.

### Ausbildung und Politik
Als zweiter Sohn nicht Erbe des väterlichen Grundbesitzes in Böhmen studierte Lexa von Aehrenthal an der Universität Bonn und der Universität Prag Rechtswissenschaft und Politik und trat 1877 in den diplomatischen Dienst der Doppelmonarchie Österreich-Ungarn ein. Der damalige Außenminister Graf Gustav Kálnoky förderte ihn und wurde sein Vorbild. Lexa von Aehrenthals Beziehung zu dessen Nachfolger Graf Agenor Gołuchowski dem Jüngeren gestaltete sich schwieriger und war insbesondere von unterschiedlichen Meinungen über eine richtige Politik gegenüber dem Russischen Kaiserreich und dem Osmanischen Reich geprägt. Außenminister Gołuchowski strebte den Ausgleich mit Russland und die Erhaltung eines geschwächten Osmanenreiches an. Lexa von Aehrenthal befürwortete eine aggressivere Politik vor allem am Balkan. Der italienische Diplomat Graf Carlo Sforza schilderte später, Aehrenthal habe sich nach eigenem Bekunden auf seinem ersten Auslandsposten als Attaché in Paris 1877/78 gelangweilt, während seine folgenden Tätigkeiten in Sankt Petersburg – zunächst 1878 bis 1883 als Attaché, 1888 bis 1894 als Legationsrat und schließlich 1899–1906 als Botschafter – sowie 1895–1898 als Gesandter in Bukarest ihm eher geschadet als genützt hätten. Besonders in Sankt Petersburg habe er gelernt, nur zu fürchten und zu verachten. Ungeachtet dessen verfügte Aehrenthal durch seine langen Russlandaufenthalte über gute Kenntnisse des Zarenreiches und hatte bis zur Bosnischen Annexionskrise von 1908 auch gute Kontakte zur dortigen Führungsschicht.
Im Jahr 1906 wurde Alois Lexa von Aehrenthal von Kaiser Franz Joseph als Nachfolger von Gołuchowski zum österreichisch-ungarischen Außenminister ernannt und blieb dies bis zu seinem Rücktritt an seinem Todestag 1912. Wegen seiner ungarischen Ehefrau galt er als Ansprechpartner der magyarischen Führungsschicht. Seine Außenpolitik entwickelte sich nach deren Erwartungen und war von einer Abkehr der ausgleichenden Politik gegenüber Russland geprägt, die Gołuchowski in der Balkanpolitik angestrebt hatte. Aehrenthals politische Bestrebungen lösten in Südosteuropa Spannungen aus, als 1908 in einer krisenhaften Situation Bosnien und die Herzegowina annektiert wurden. Der Bau der sogenannten Sandschakbahnlinie, von Bosnien ins damals zum Türkisch-Osmanischen Reich gehörenden Saloniki, wurde von den Südslawen und deren Schutzmacht Russland, als gegen ihre Interessen gerichtet, betrachtet.

### Annexionskrise

#### Ende des Vertrags mit dem Osmanischen Reich
Die Jungtürkische Revolution im Osmanischen Reich ließ in Österreich-Ungarn Befürchtungen aufkommen, nun könnte es zu Aktionen der Osmanen zur Rückgliederung der von der Donaumonarchie okkupierten Provinz Bosnien-Herzegowina kommen. Österreich-Ungarn hatte die Provinz nach den Großmächte-Beschlüssen auf dem Berliner Kongress von 1878 seit drei Jahrzehnten besetzt und ließ sie vom gemeinsamen k.u.k. Finanzministerium verwalten. Es investierte in der Folgezeit beträchtliche Mittel in die Infrastruktur des Landes. Die Bedrohung durch die Entwicklungen der jungtürkischen Revolution, die in Bosnien Unterstützer gefunden hatte, wurde dadurch behoben, dass das Osmanische Reich seine Oberherrschaft gegen eine Entschädigungszahlung aufgab. Damit war aber die Frage der Haltung Serbiens und Russlands noch nicht bereinigt.

#### Geheimabkommen von Buchlau vom 16. September 1908
Bei dem vom k.u.k. Botschafter in St. Petersburg, Graf Leopold Berchtold, vermittelten geheimen Treffen des österreichischen Außenministers Alois Lexa von Aehrenthal mit dem russischen Außenminister Alexander Petrowitsch Iswolski am 16. September 1908 im mährischen Schloss Buchlovice stimmte der Vertreter Russlands der Annexion unter der Bedingung zu, dass Wien seinerseits die Russen bei der international zustimmungspflichtigen Öffnung der osmanischen Dardanellen für die russische Flotte unterstützen würde.
Iswolski rechnete jedoch nicht mit dem Aufschrei der Nationalisten in Russland und auch nicht mit der ablehnenden Reaktion Londons, die er erst später bei seinem Besuch in London erfuhr. Im Nachhinein dementierte er das Geheimabkommen und unterstellte Aehrenthal, ihn hinters Licht geführt zu haben, eine Lüge, durch die er seine Stellung zu retten versuchte.

#### Internationale Krise durch Annexion
Aehrenthal ließ trotz der Proteste die Annexion von Bosnien und der Herzegowina am 5. Oktober 1908 durchführen und brüskierte damit Russland und die übrigen Großmächte, die trotz ihres Garantenstatus von 1878 nicht um Zustimmung befragt worden waren.
Das an Bosnien und der Herzegowina ebenfalls interessierte Königreich Serbien befand sich nun im Lager der Gegner der Donaumonarchie. Aehrenthal unternahm nichts, um mit Serbien bessere Beziehungen herzustellen. Die Annexion löste eine internationale Krise aus, die zum Bruch des guten Einvernehmens mit Russland, aber nicht zu einem seit längerem drohenden Krieg mit Russland und Serbien führte, da Russland nach der Niederlage gegen das Kaiserreich Japan und der Revolution von 1905 militärisch und innenpolitisch geschwächt war und daher Anfang 1909 einlenkte. Doch wurde das Wiener Vorgehen in Sankt Petersburg ebenso wenig als erledigt betrachtet wie in Belgrad.

#### Erhebung in den Grafenstand

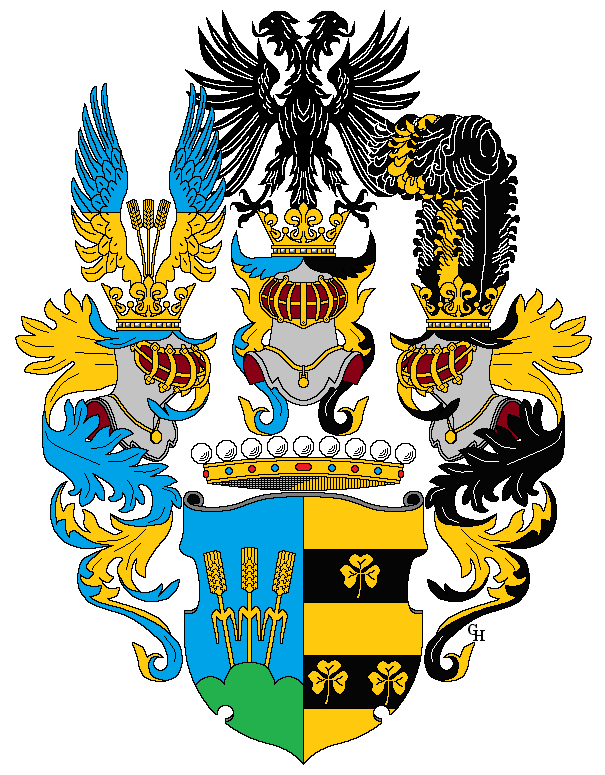
Grafenstandswappen Lexa von Aehrenthal, verliehen 1909.

Wegen seiner Verdienste um die Annexion von Bosnien-Herzegowina, die erste territoriale Erweiterung des Habsburgerreiches seit 1846 und die Umkehrung des Trends schwerer territorialer Verluste (1859 und 1866), erhob der Kaiser Aehrenthal 1909 in den Grafenstand.

#### Isolierung Österreichs und wachsende Abhängigkeit vom Deutschen Reich
Als Folge der Annexion von Bosnien-Herzegowina und der auswärtigen Politik in Wien lehnte sich Serbien enger an Russland an, was in den Jahren 1912/13 die Balkankriege auslöste und den Ausbruch des Ersten Weltkrieges begünstigte. Durch die Annexionskrise und seine Haltung in den diplomatischen Fragen in der Zweiten Marokkokrise und zur Durchfahrt durch die Meerenge der Dardanellen trug Aehrenthal zur Isolierung Österreich-Ungarns unter den europäischen Mächten bei, während die Abhängigkeit vom Deutschen Kaiserreich der Hohenzollern wuchs.

#### Ablehnung eines Präventivkriegs gegen Italien
Andererseits widersetzte sich Aehrenthal Generalstabschef Franz Conrad von Hötzendorf, der dem Kaiser gegenüber wiederholt einen Präventivkrieg gegen Italien forderte. Der Kaiser lehnte, von Aehrenthal gedrängt, im Herbst 1911 die Präventivkriegsidee grundsätzlich ab und entließ Generalstabschef Conrad von Hötzendorf, der erst nach Aehrenthals Tod 1912 auf Betreiben von Erzherzog Thronfolger Franz Ferdinand von Österreich-Este erneut zum Generalstabschef berufen wurde.

#### Folgen der Annexion
Die Folgen der Annexion für die europäischen Macht- und Bündnisverhältnisse und für die fragile Doppelmonarchie wurden von Aehrenthal ebenso wie von der serbenfeindlichen ungarischen Führungsschicht und den österreichischen Kriegsbefürwortern um Generalstabschef Franz Conrad von Hötzendorf unterschätzt und trugen zur Verschärfung der internationalen Lage vor Ausbruch des Ersten Weltkriegs und damit zum Untergang der Doppelmonarchie Österreich-Ungarn im Jahr 1918 bei.

### Rücktritt
Anfang 1912 reichte Aehrenthal aus gesundheitlichen Gründen seinen Abschied ein. Nachdem der Kaiser Berchtold zum Nachfolger ernannt hatte, nahm er den Rücktritt mit Handschreiben vom 17. Februar 1912 mit „wärmstem Dank“ an und verlieh Aehrenthal die Brillanten zum Großkreuz des Sankt-Stephans-Ordens. Aehrenthal verstarb noch am selben Abend an Leukämie.

## Beurteilung
Der liberale Reichsratsabgeordnete und k.k. Minister Josef Redlich beschrieb Aehrenthal in seinem Tagebuch:

„Er war eine Persönlichkeit, und zwar eine kraftvolle Persönlichkeit in diesem Lande der ererbten Möglichkeiten und Halbheiten [...] Er ist der Mann gewesen, der mir das alte Österreichertum in seiner vollen Lebenskraft besser repräsentiert hat, als irgendeiner der anderen Männer der franzisko-josephinischen Zeit.“